# Ozren (Bośnia i Hercegowina)
Ozren – góra w północnej Bośni i Hercegowinie. Od zachodu opływa ją rzeka Bośnia, od północy dopływ Bośni, Spreča, od południa jej stoki sięgają rzeki Krivaja a od wschodu jeziora Modrac. Góra leży między miastami Doboj i Petrovo (Republika Serbska) oraz Lukavac, Zavidovići i Maglaj (Federacja Bośni i Hercegowiny). Przez górę przebiega granica między dwoma składowymi Bośni i Hercegowiny: Ozren częściowo leży na terenie Republiki Serbskiej (część północna), zaś częściowo na terenie Federacji BiH (część południowa).
Na górze znajduje się m.in. prawosławny klasztor pw. św. Mikołaja uznawany za zabytek narodowy.
Góra posiada szereg szczytów:
- (Wielka) Ostravica (918 m n.p.m.) – najwyższy szczyt
- Gostilj (773 m n.p.m.) – charakterystyczny stożkowaty kształt
- Kraljica (883 m n.p.m.)
- Mała Ostravica (853 m n.p.m.)
- Ozrenski Kamen (852 m n.p.m.)

Na tym obszarze znajduje się też Jadova jama. Na Wielką Ostravicę prowadzi szlak rowerowy, a na Gostlij szlak pieszy.